# 루마니아 축구 리그 시스템
루마니아 축구 리그 시스템은 루마니아의 클럽 축구 리그의 구조에 대한 것이다.

## 구조
루마니아의 최상위 리그는 리가 I으로 루마니아 프로 축구 리그에서 관할하고 있다. 그 아래 단계인 리가 II와 리가 III은 루마니아 축구 협회에 의해 운영된다. 리가 II는 두 개의 평행한 디비전으로 구성되어 있고, 리가 III은 여섯 개의 평행한 디비전으로 구성되어 있다. 3부 리그인 리가 III 아래로는 각 주의 축구 협회에서 관리하는 주별 축구 리그가 존재한다. 4부 리그부터는 각 주별로 많은 차이를 보인다. 시즌 종료시에 상위 팀들은 상위 리그로 승격할 수 있고, 하위 팀들은 하위 리그로 강등될 수 있다. 승격 및 강등은 리그 순위에 따라 자동승격 또는 강등을 할 수 있고, 플레이오프를 통해 승격 및 강등이 결정될 수도 있다.

## 국내 리그
| 단계 | 리그                                                | 리그                                                | 리그                                                |
| ---- | --------------------------------------------------- | --------------------------------------------------- | --------------------------------------------------- |
| 1    | 리가 I 16                                           | 리가 I 16                                           | 리가 I 16                                           |
| 2    | 리가 II 21                                          | 리가 II 21                                          | 리가 II 21                                          |
| 3    | 리가 III 100 (10개팀씩 10개 디비전으로 나뉘어 진행) | 리가 III 100 (10개팀씩 10개 디비전으로 나뉘어 진행) | 리가 III 100 (10개팀씩 10개 디비전으로 나뉘어 진행) |
| 4    | 리가 IV 42개 주별 축구 리그                         | 리가 IV 42개 주별 축구 리그                         | 리가 IV 42개 주별 축구 리그                         |
| 5    | 리가 V 41개 주별 축구 리그                          | 리가 V 41개 주별 축구 리그                          | 리가 V 41개 주별 축구 리그                          |
| 6    | 리가 VI 7개 주별 축구 리그                          | 리가 VI 7개 주별 축구 리그                          | 리가 VI 7개 주별 축구 리그                          |